# Trinity College (Oxford)
El Trinity College (nom complet:The College of the Holy and Undivided Trinity in the University of Oxford, of the foundation of Sir Thomas Pope (Knight)), és un dels colleges de la Universitat d'Oxford a Anglaterra. Malgrat que ocupa una gran superfície, en termes de nombre d'alumnes és relativament petit amb uns 400 estudiants.
El lloc on es troba actualment el Trinity College d'Oxford abans l'ocupava el Durham College. Aquest darrer va ser fundat l'any 1286 erigit per monjos benedictins de la catedral de Durham. D'aquest college de Durham actualment només sobreviu la seva biblioteca que data de 1421.
El Trinity College va ser fundat el 1555 per Sir Thomas Pope, de resultes de l'abolició del Durham College durant el període de la Reforma protestant. Fins a l'any 1979 aquest college va ser exclusivament per a alumnes masculins.

## Membres i alumnes notables
- Ralph Bathurst
- Michael Beloff
- Robert Harris
- Cyril Hinshelwood
- Henry Stuart Jones
- Martin Kemp
- Ronald Knox
- Hans Adolf Krebs
- Michael Maclagan
- Arthur Lionel Pugh Norrington
- Anthony Quinton
- Edwin Southern
- Ronald Syme
- Gail Trimble
- Thomas Warton
- John Weaver
- Alexander Korsunsky

## Galeria fotogràfica

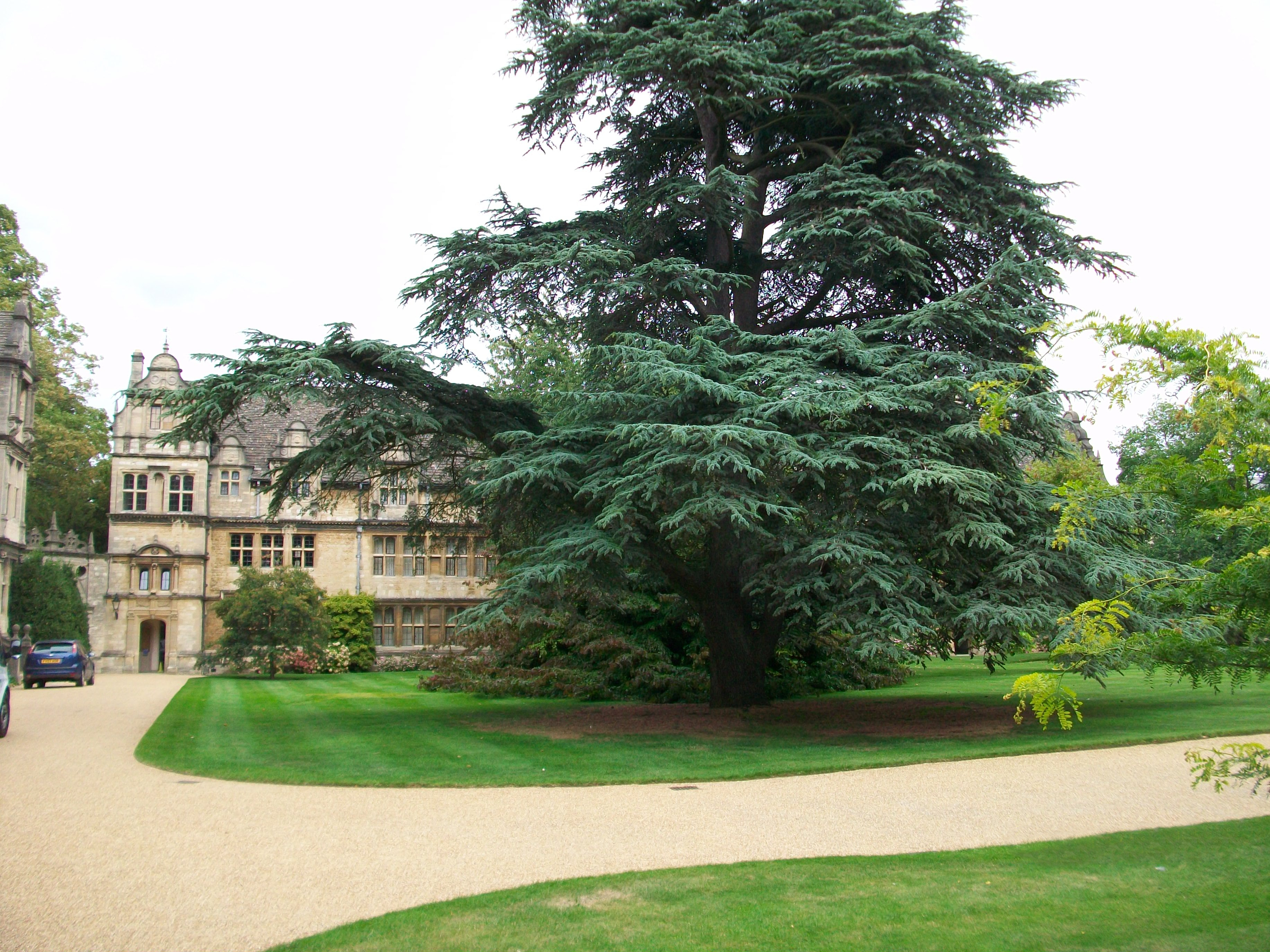
Front Quadrangle
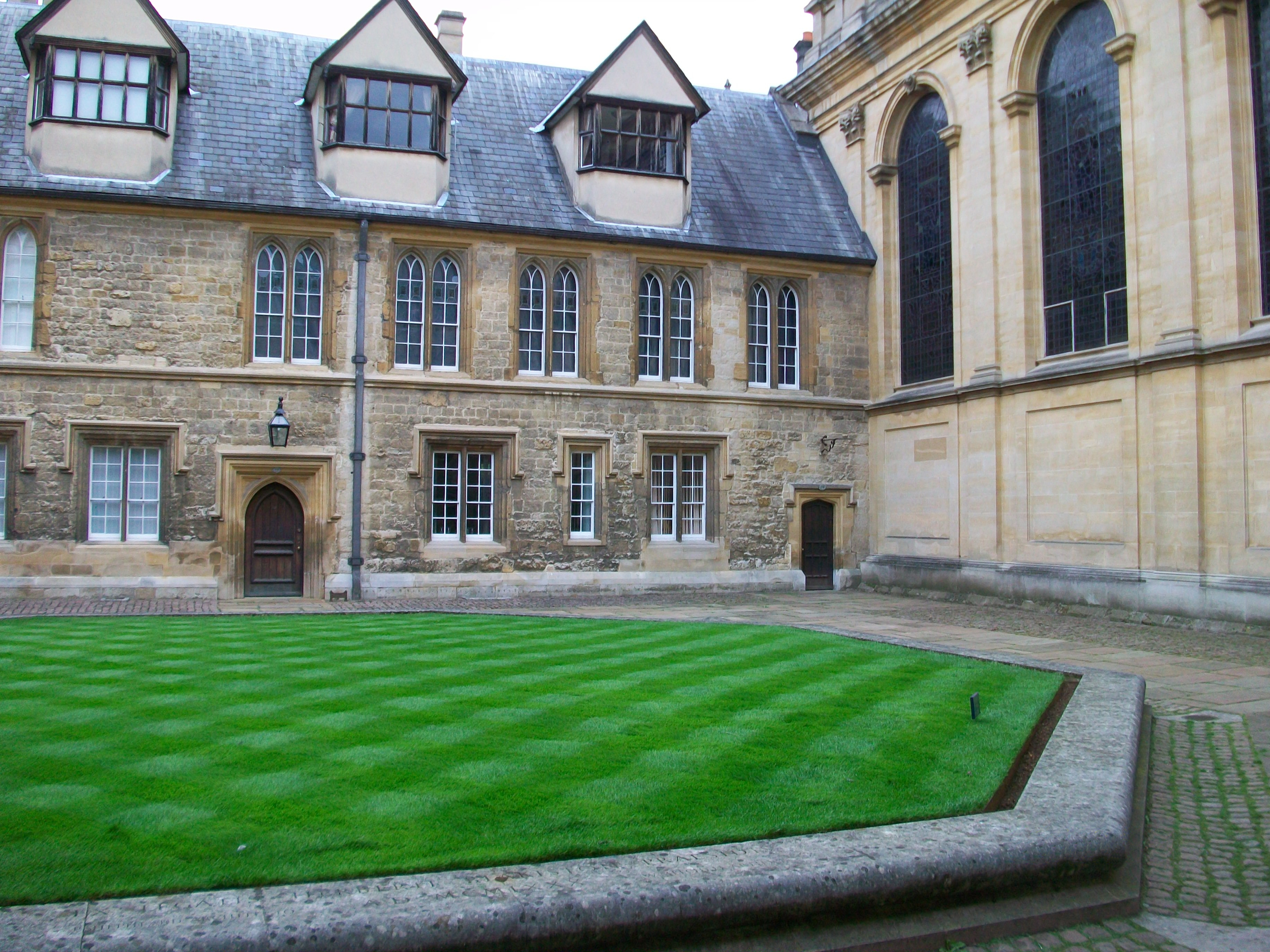
Durham Quadrangle
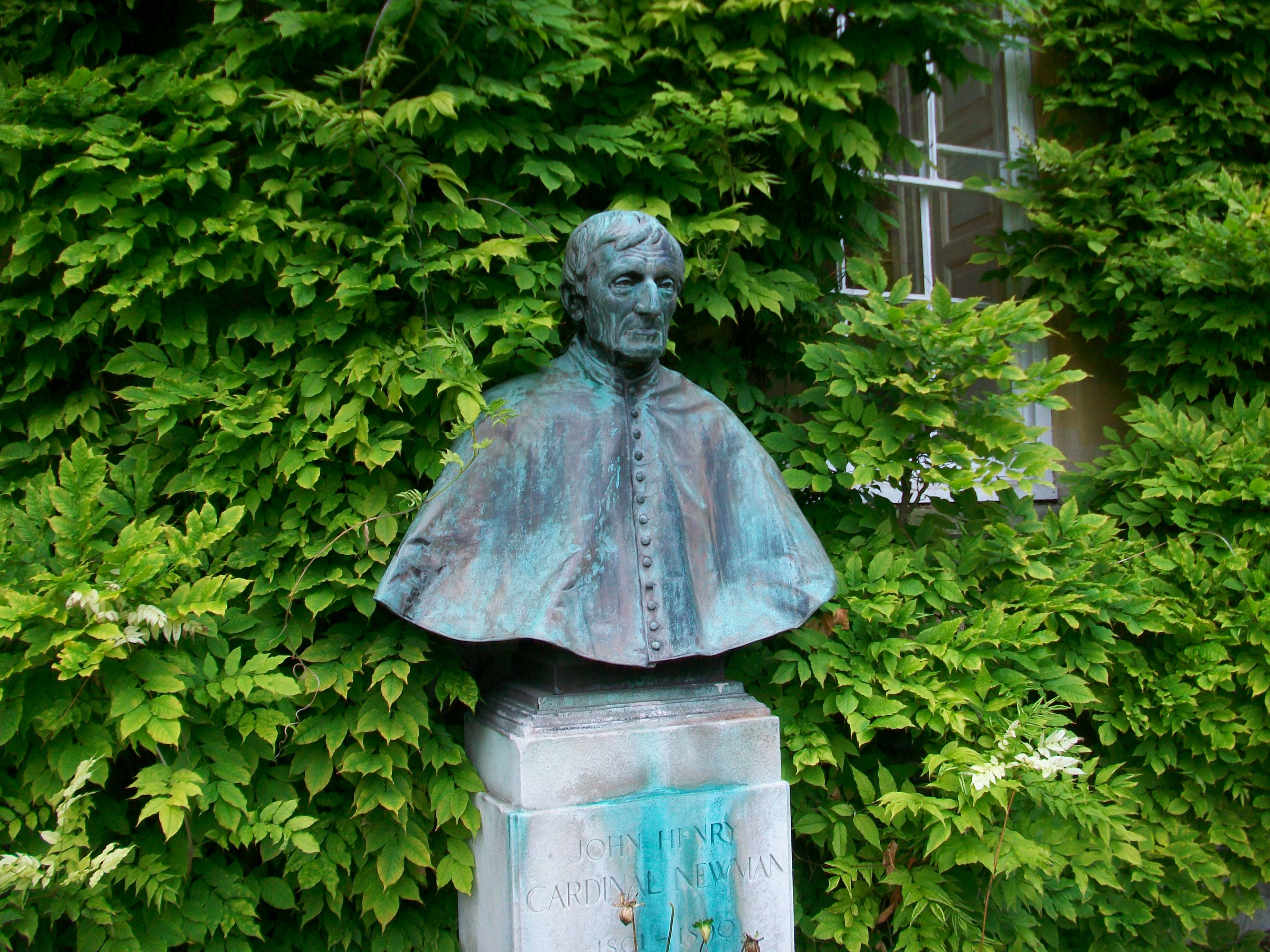
Bust del cardenal Newman
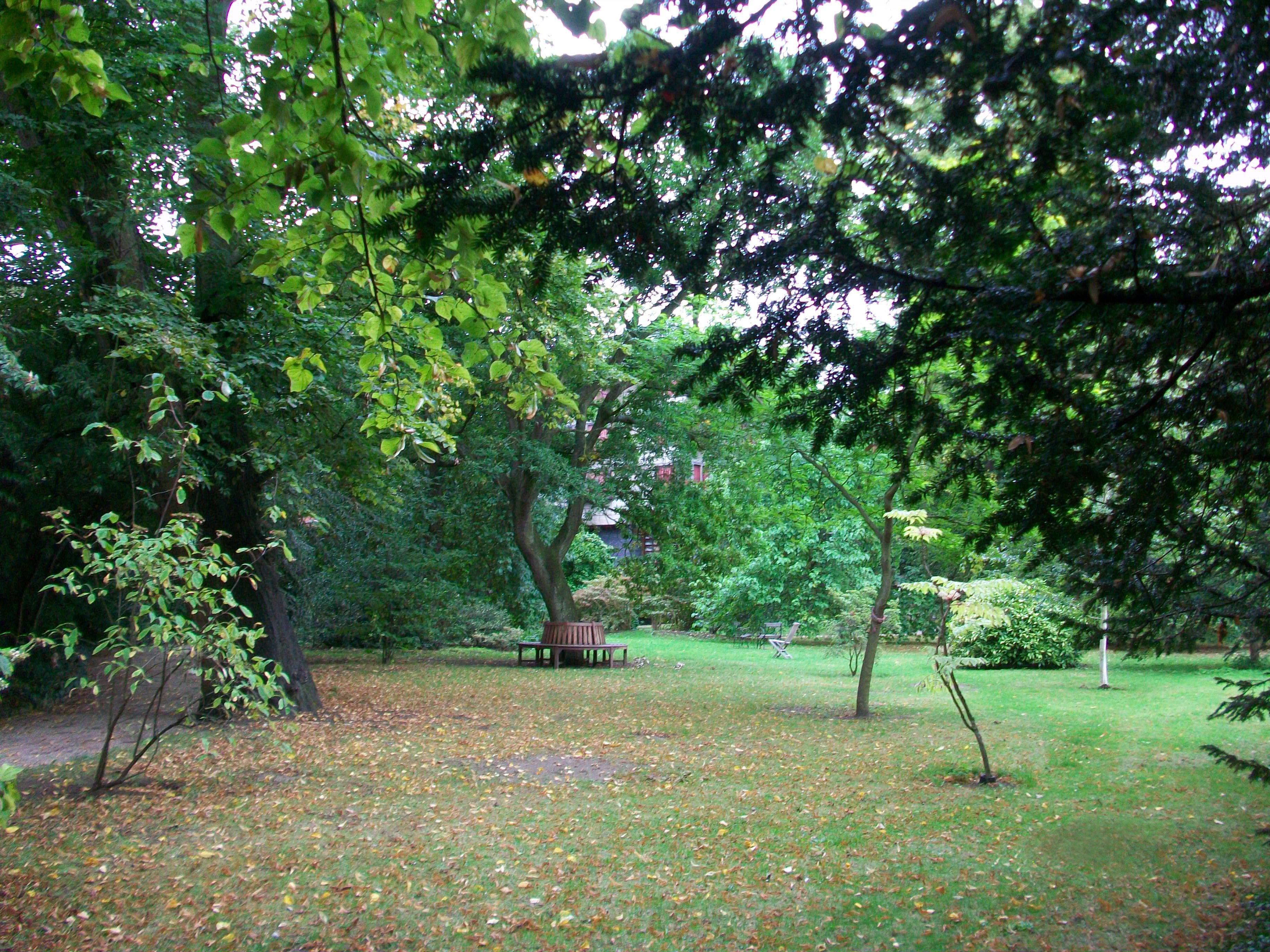
Bosc del Trinity College
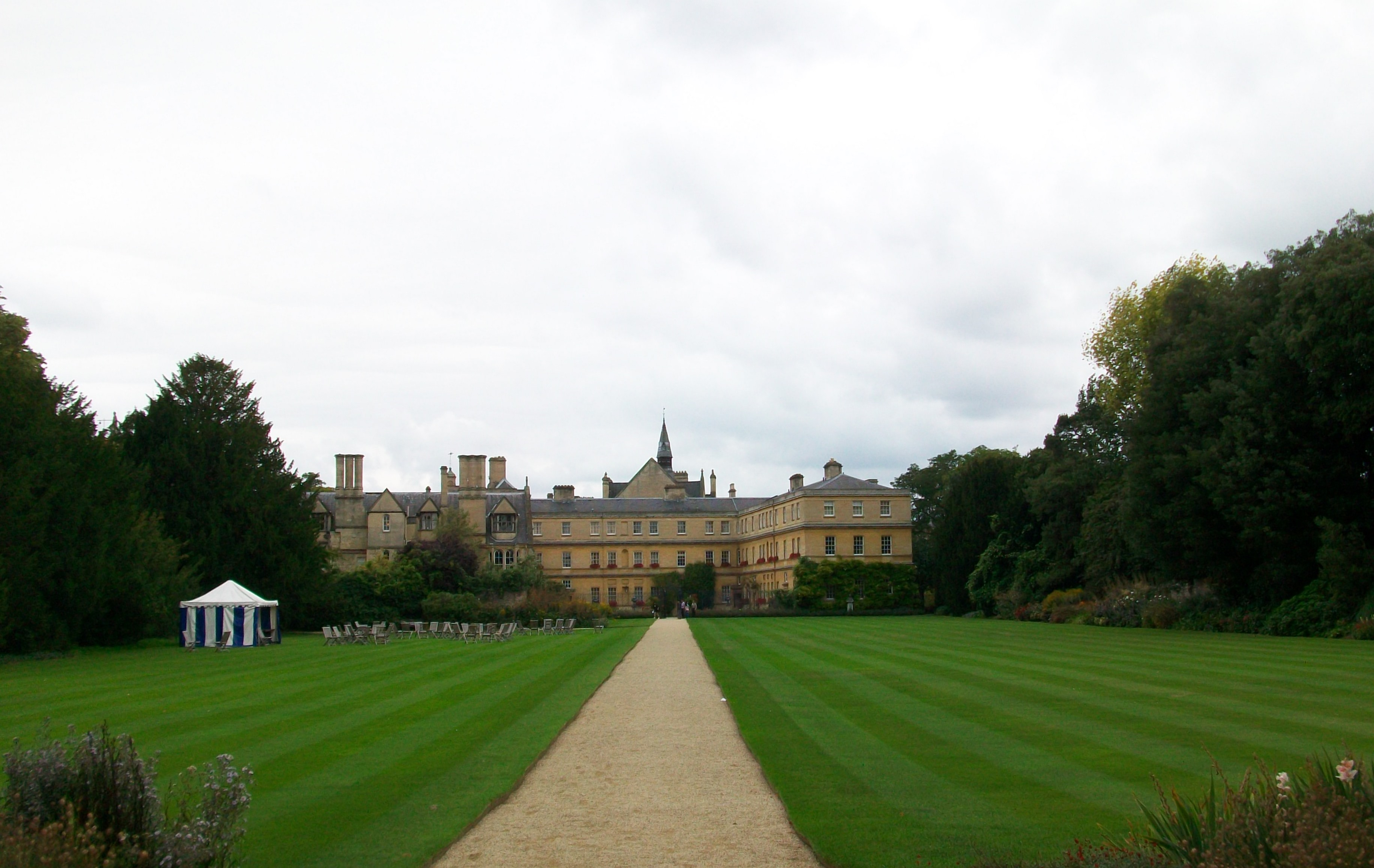
Gespa de darrere
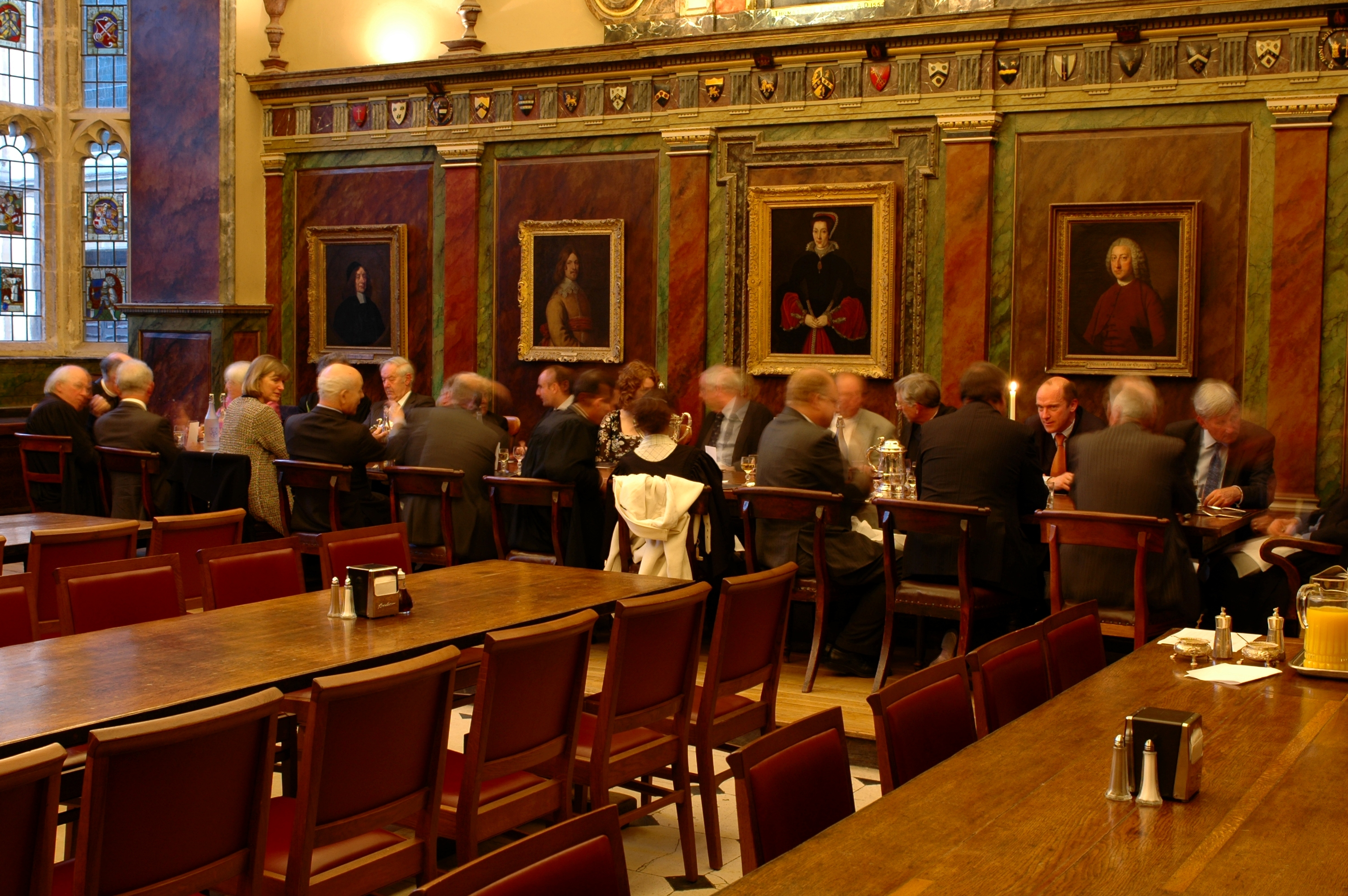
Menjador al Trinity College
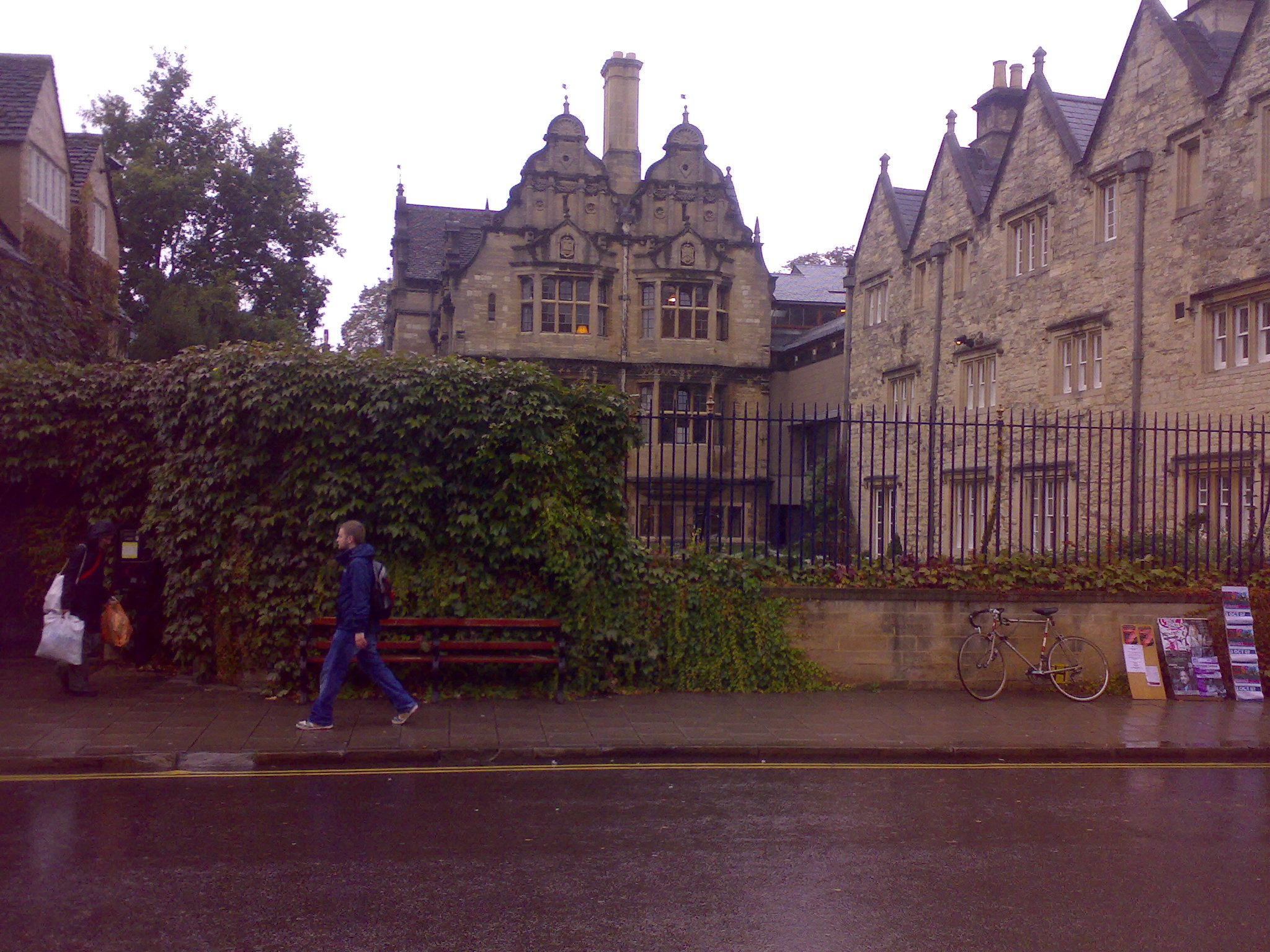
Trinity College des de Broad Street.